# Artemidora aksua
Artemidora aksua är en fjärilsart som beskrevs av Eugen Wehrli 1940. Artemidora aksua ingår i släktet Artemidora och familjen mätare. Inga underarter finns listade i Catalogue of Life.